# 'с-Гер-Гендрікскіндерен
'с-Гер-Гендрікскіндерен (нід. 's-Heer Hendrikskinderen) — село в нідерландській провінції Зеландія. Входить до муніципалітету Гус.
Його площа становить 9,52 км², а населення станом на 2021 рік складало 1 295 осіб.
До 1857 року мало статус окремого муніципалітету.

## Галерея

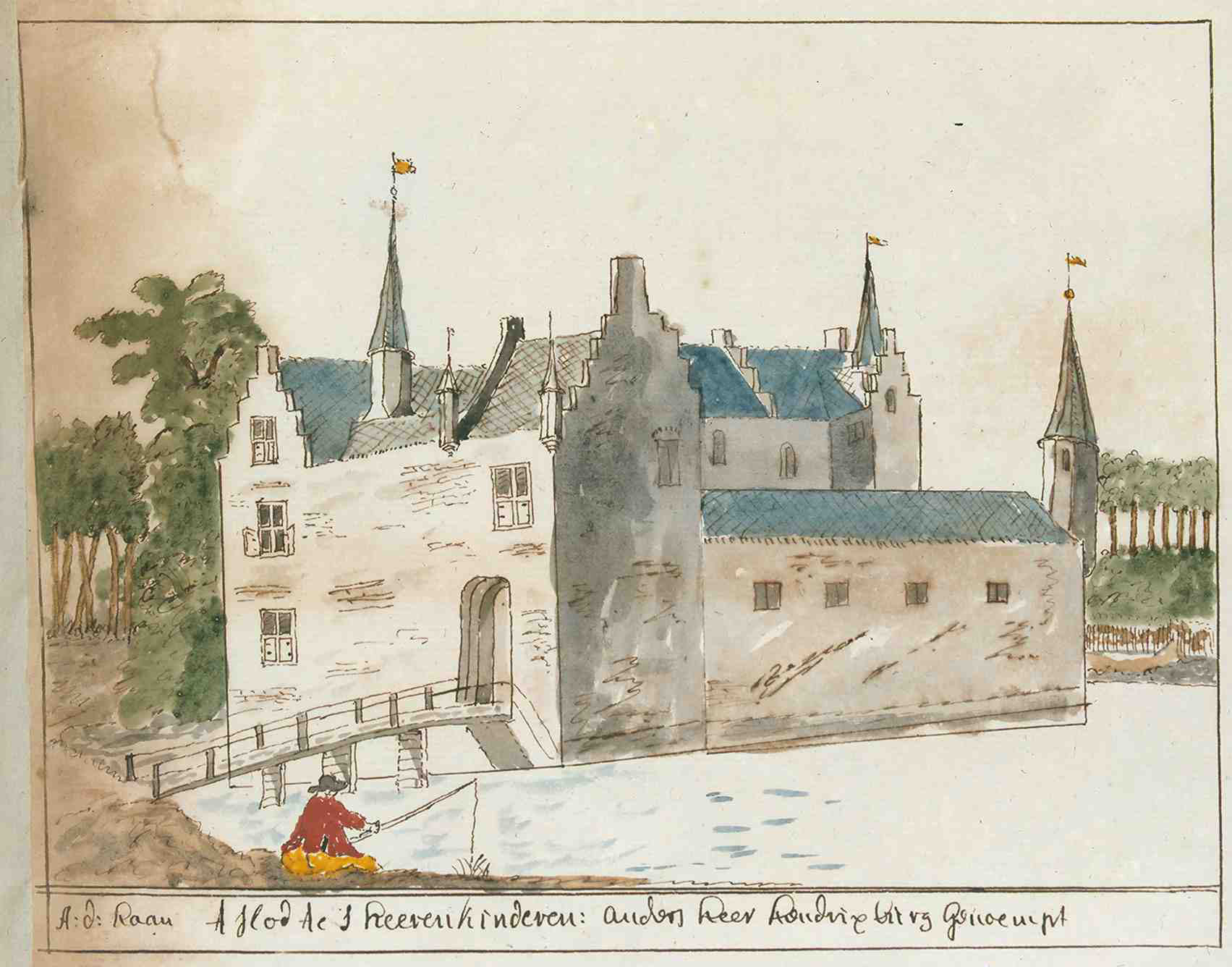
Малюнок замку поблизу села (1710-1735)
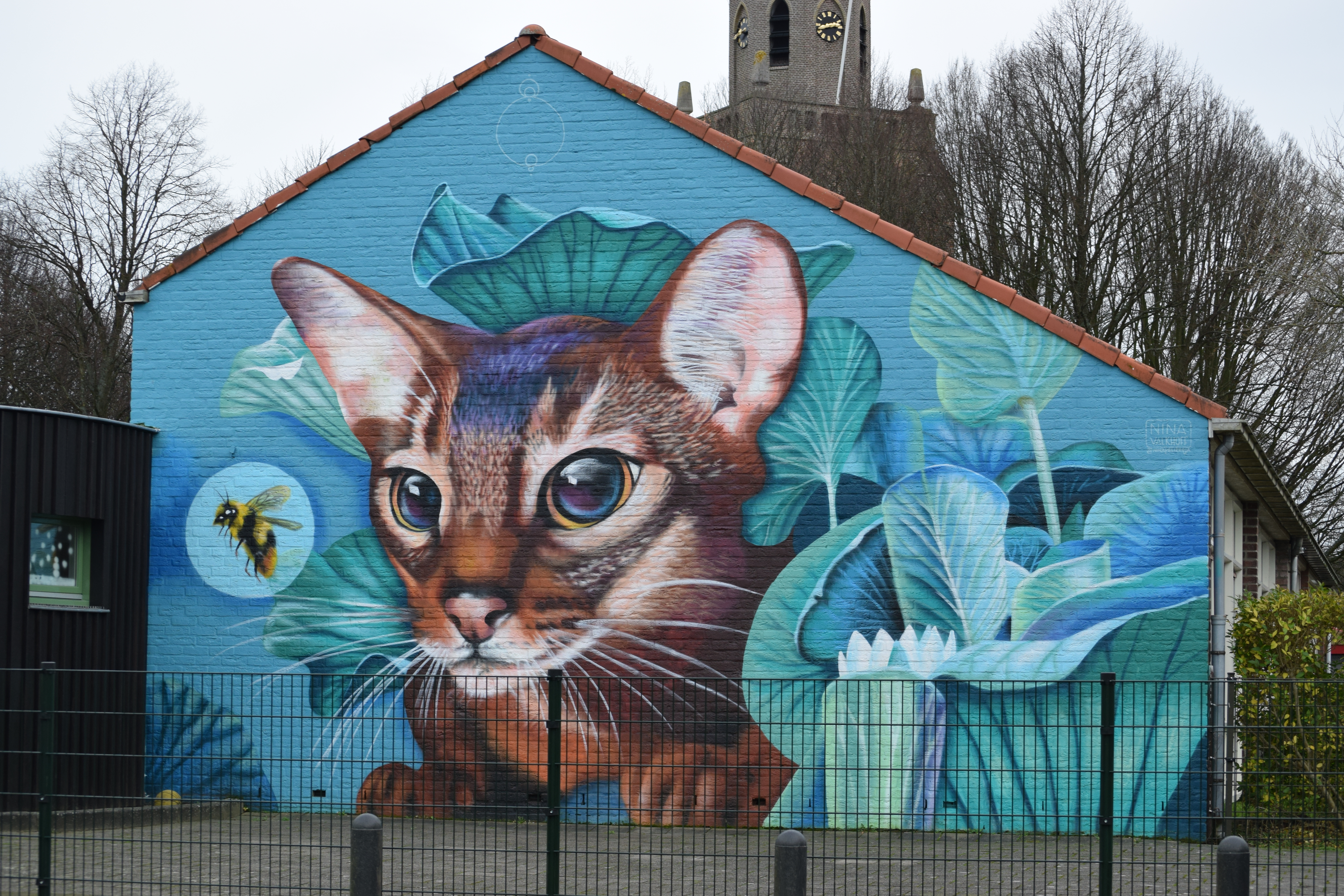
Мурал на сільському будинку